# 飯塚玲児
飯塚 玲児（いいづか れいじ、1966年（昭和41年） - ）は、日本のノンフィクションライター、カメラマン、編集者である。

## 人物
愛知県生まれ。早稲田大学第一文学部文芸専修卒業。
大学卒業後、（株）旅行読売出版社に入社。情報版副編集長、季刊誌『クチコミおでかけ旅情報』編集長、さらに昭和41年創刊の旅行専門誌・月刊『旅行読売』の編集長を歴任したのち、退職・独立。現在は編集プロダクション「レイジーオフィス」の代表。
「紀行作家」を名乗っていたが、最近になって「旅のモノの書き」という肩書きも用いている。温泉入浴指導員、日本温泉地域学会会員、温泉ソムリエアンバサダー、高齢者入浴アドバイザー協会認定講師でもある。
食い道楽で、料理雑誌（月刊テンポ、新しい飲食店開業）の連載なども長く続けていた。カメラマンとしては料理写真を得意とし、「郷土料理写真家」の肩書きも持つ。
群馬県草津町の町議だった新井祥子が黒岩信忠町長から町長室で性被害にあった告発したことをめぐって、2019年11月に電子書籍『草津温泉　漆黒の闇5』を著した。しかし、内容が虚偽であったと判明して2022年11月に名誉毀損罪で在宅起訴され、電子書籍の販売を打ち切った。2024年1月22日、前橋地裁は、「疑問を持たずに信じたのは早計過ぎると言わざるを得ない。真実と過信する相当な理由は無い」として、名誉毀損罪により飯塚に懲役1年・執行猶予3年の有罪判決を言い渡した。同年4月17日、前橋地裁は、新井と連帯して110万円を黒岩に支払うよう命じた。判決後、賠償金110万円とその遅延損害金の計約133万円を黒岩に支払った。

## 著作
1. うつ病編集長の退職日記（飯富景昭名義）　健友館（現在は倒産）　2003年　健友館ノンフィクション大賞佳作受賞作品
2. うつ…倒れる前のずる休みー実録 うつ病との壮絶140日間闘病記　ブレーン出版（現在は倒産）　2005年（<1>を加筆・改題して出版されたもの）
3. みちのくの天才たち　修成学園出版局　2008年
4. 温泉失格〜『旅行読売』元編集長が明かす源泉かけ流しとこの国の温泉文化の真偽　徳間書店（徳間ポケット）　2013年
5. 温泉失格〜『旅行読売』元編集長、覚悟の提言　徳間書店（徳間文庫カレッジ）　2015年
6. 草津温泉漆黒の闇　1〜5巻(amazon Kindle)　2019年
7. 飯塚玲児の郷味礼賛＝春の巻、夏の巻、秋の巻、冬の巻（amazon Kindle）2020年〜2021年

## メディア出演など
- てくてく湯るり（旅チャンネル　2012年10月14日〜現在も再放送中）　番組監修と声の出演を担当